# Bob Windle
Robert George "Bob" Windle (Waverley, 7 de novembro de 1944) é um nadador australiano, campeão olímpico em 1964.
Entrou no International Swimming Hall of Fame em 1990.